# 모토지마 히토시
모토지마 히토시(일본어: 本島 等, 1922년 2월 20일 ~ 2014년 10월 31일)는 자민당 출신의 일본의 정치인으로, 1979년부터 1995년까지 네 번에 걸쳐 나가사키시의 시장을 역임하였다.
쇼와 천황이 중병으로 위독해 일본 내에서 자숙 분위기가 감돌고 있던 1988년 12월 7일, 그는 시의회에서 일본 공산당 의원의 쇼와 천황의 전쟁책임에 관한 질문에 대해 천황의 전쟁 책임을 인정하는 답변을 하였고, 같은 날 기자 회견에서도 "천황이 중신 등의 상주에 따라 종전을 더 빨리 결단하였더라면, 오키나와 전투도 히로시마와 나가사키의 원자 폭탄 투하도 없었을 것이라는 역사의 기술에서 봐도 분명하다" 라고 거듭 발언하였다. 그 직후 자유민주당 나가사키 현 연대(이하 현련) 등이 발언의 철회를 요구했지만, 그는 자신의 양심을 배반할 수 없다며 이를 거부하였다. 이에 대해 자민당 현련은 그를 현련고문에서 해임하였고, 다수의 일본의 왕당파 조직이 그를 비난하였다. 또 많은 우익 단체가 나카사키 시에 밀어닥쳐 길에서 선전하며 다니는 차량 80대 이상을 동원해 "천벌을 받을 것"이라는 뜻의 "천주" (天誅) 라는 말을 외치며 모토지마를 저주했다.
경찰이 경비를 느슨하게 하던 때인 1990년 1월 18일, 일본 우익 단체의 행동대원이 그를 총격했지만, 기적적으로 목숨을 건졌다. 그 후 그는 거의 죽을 지경이 되었음에도 불구하고 범인을 용서한다고 말했다. 총격된 3개월 뒤인 1990년 4월 1일 문부성은 학습지도 요령을 개정, 소학교, 중학교, 고등학교 입학식에서 "일장기"게양과 "기미가요"제창을 강요 (의무화) 했다. 또는 그 직후 1990년 4월 22일, 페리스 여학원 대학 유게 도오 총장의 자택이 우익에 총격되었다. 유게 토오루는 일본 천황 아키히토 즉위식 (1990년에 따른 "대상제"(大嘗祭)반대를 표명하고 있었다.
1991년 선거에서는 일본 공산당은 공인 후보를 내지 않고 실질적으로 그를 지지했고, 다른 혁신 세력의 협력도 얻어 4선에 성공했지만, 1995년 선거에서는 다선 (多選) 한다는 비판을 받아, 자유민주당의 추천을 받은 이토 잇초 (伊藤一長) 에게 패해 정계에서 은퇴하였다.
2002년, 그에겐 제1회 한일 평화 교류 공적상 및 독일의 연방 공로 십자 훈장이 주어졌다.

## 같이 보기
- 유게 도오루 (弓削 達)
- 쇼와 천황의 전쟁책임
- 일본의 전쟁 범죄
- 일본의 우익 단체
- 공화주의
- 반천협(反天連)
- 지바나 쇼이치(일본어판)
- 오쿠자키 겐조
  - 가자 가자 신군
  - 뉴기니아 전역(영어판)